# Гідромонітор

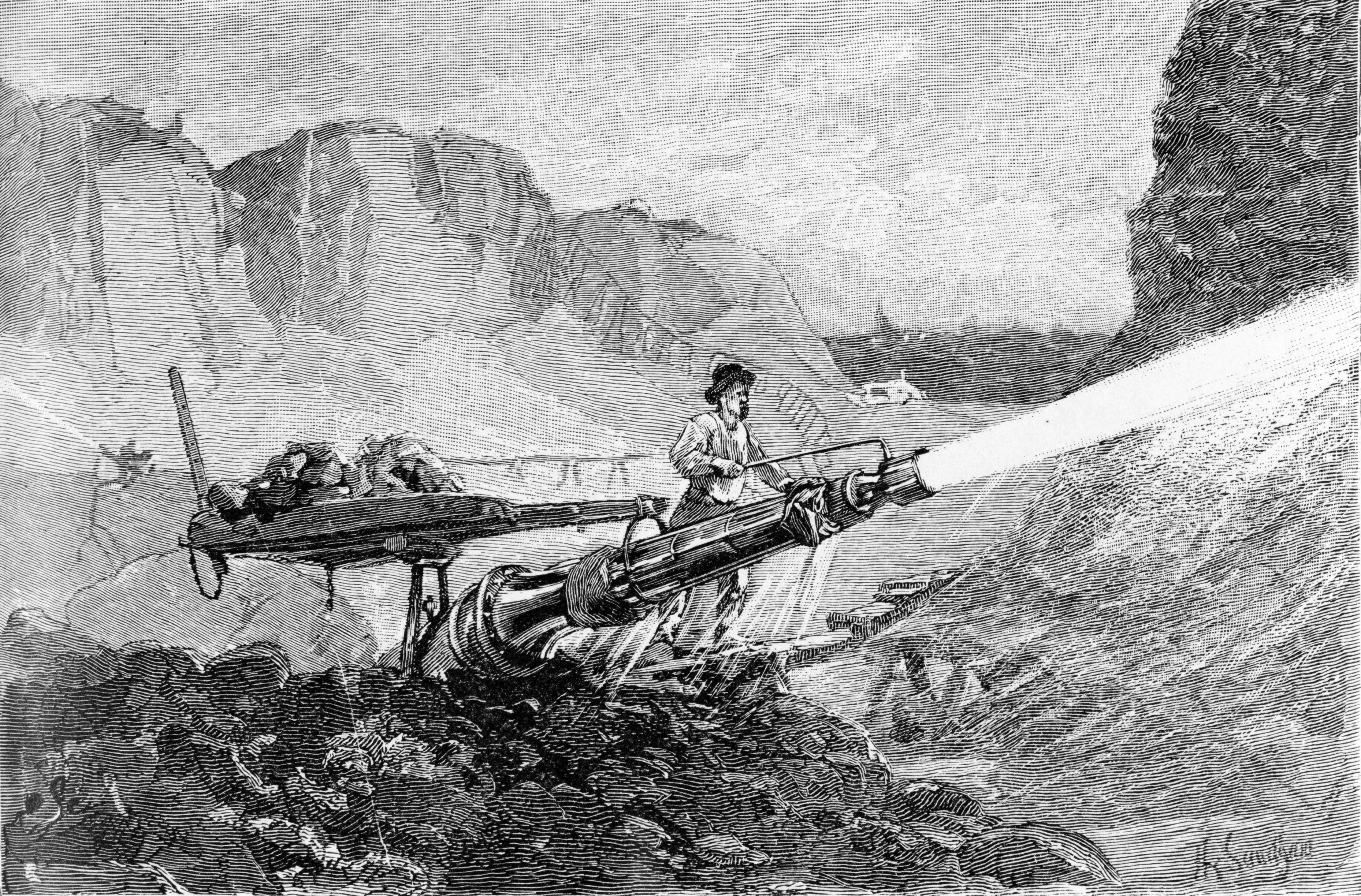
Використання гідромонітора при видобутку золота в Каліфорнії. Малюнок 1883 року

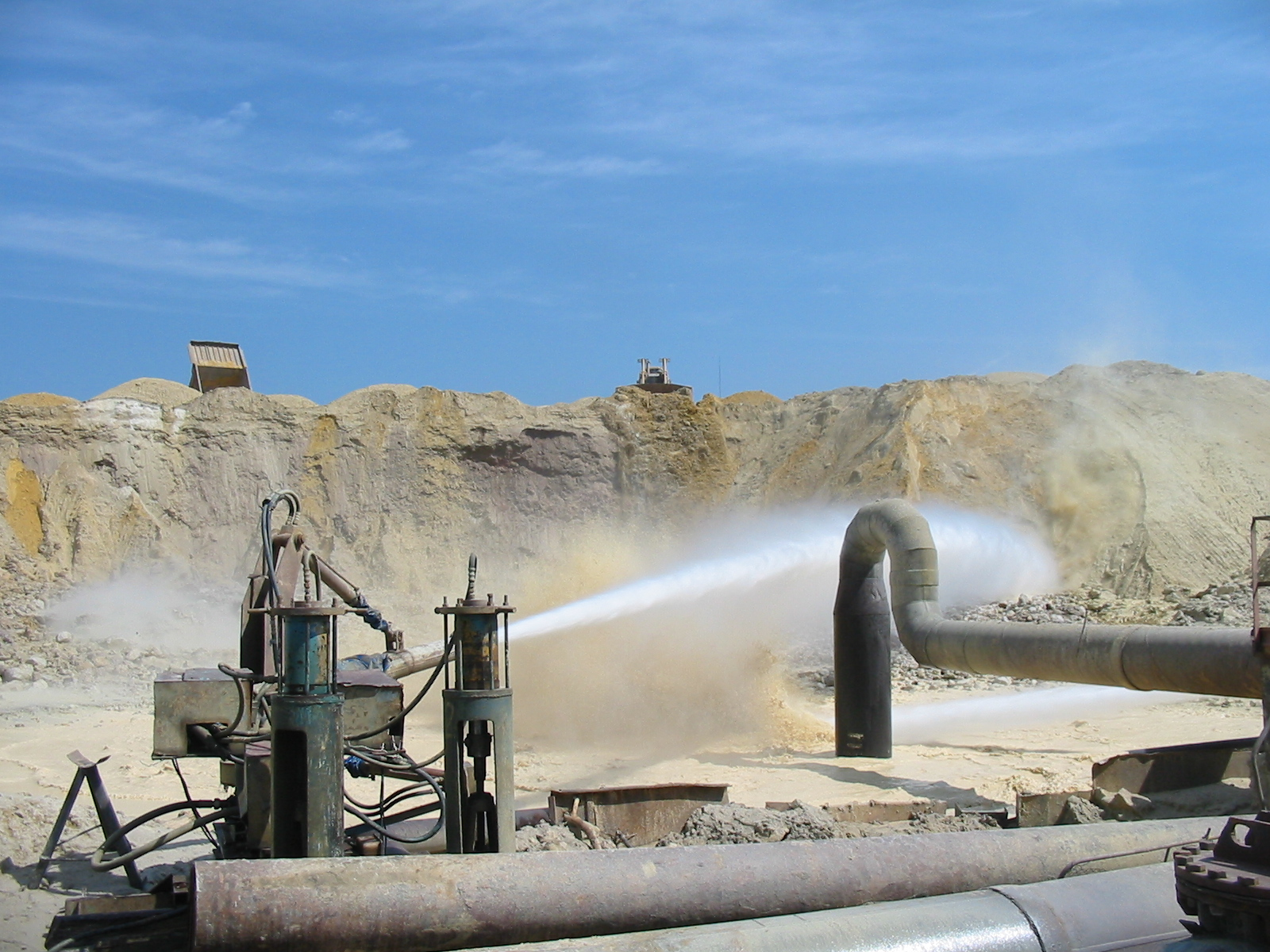
Сучасний гідромонітор

Гідромонітор (рос. гидромонитор, англ. hydromonitor, hydrojet; нім. Wasserstrahlapparat m; Wasserwerfer m, Spülstrahlrohr n) — апарат для створення й спрямування компактного і потужного струменя води; використовуються при гідровідбійці і розмиві гірських порід. Гідромонітори широко використовуються для розробки розсипів, родовищ вугілля, піщано-ґравійних будівельних матеріалів, на гідророзкривних роботах, при свердловинному гідровидобутку тощо. Вперше застосований при видобутку золота на Уралі 1830 року.
Гідромонітори поділяють: за призначенням — для відкритих і підземних гірн. робіт, свердловинного гідровидобутку і інш.; за величиною тиску напірної води — низького (до 1 МПа), середнього (1-5 МПа), високого (5-35 МПа) тиску; за величиною діаметра струменеформуючої насадки — 50-175 мм (для відкритих робіт), 5-16 мм і 16-32 мм (для підземних); за витратами води — 250-3500 м³/год (для відкритих робіт), 100–400 м³/год (для підзем-них); за режимом течії струменя — стаціонарні і пульсуючі; за типом управління — ручного, дистанційного напів-автоматичного, програмного і комбінованого; за способом пересування — переносні, споряджені лебідками, тракторами, гідропересувними установками, самохідні. У загальному вигляді конструкція Г. складається з пат-рубка, шарнірів, стовбура і насадки. Вода за допомогою насосів по трубопроводу подається в патрубок, далі через шарніри і стовбур надходить в насадку.
Найбільше поширення отримали насадки конічні, коноїдальні, конусноциліндричні і коноїдально-циліндричні. Шарнір дозволяє, переміщуючи стовбур, змінювати напрям польоту струменя. Стовбур Г. може бути конусним, циліндричним і конусно-циліндричним. Г., до якого подається вода з тиском до 6 МПа, використовують для підземного гідравлічного відбивання та змиву перем'ятого, вивітрілого та розпушеного вибухом вугілля або інших корисних копалин та гірських порід; з більш високим тиском — для відбивання непорушеної частини масиву різної міцності. Високопродуктивні підземні Г. призначені, головним чином, для виймання вугілля в очисних виробках, а Г.з підвищувачем тиску — для проведення підготовчих виробок.
Розмив породи на відкритих роботах здійснюється за допомогою Г. з тиском струменю води 1-2 МПа та витратами 4000 м³. Продуктивність Г. на відкритих гірн. роботах по гірн. масі досягає 500–600 м3/год, при підземному гідровидобутку вугілля — 60-70 т/год, при свердловинному гідро-видобутку 40-45 т/год.